# Vera Panova
Vera Fiódorovna Panova (en ruso original, Вера Фёдоровна Панова; Rostov, 20 de marzo de 1905-Leningrado, 3 de marzo de 1973) fue una escritora y periodista rusa.

## Biografía
Nacida en una familia de comerciantes emprobrecidos, su padre se suicidó arrojándose al río Don cuando su hija contaba cinco años, lo que hizo más delicada la situación económica familiar y obligó a que interrumpiera sus estudios en 1917, el año de la Revolución de Octubre. Para poder sobrevivir encontró un oficio como periodista en el Trudovoy Don, un diario de baja tirada de su ciudad natal de Rostov, en la que firmó V. Staroselskaya, usando el nombre de su primer marido, o Vera Veltman. Empezó a escribir narrativa en 1933, sin alcanzar demasiado éxito.
Tras su primer divorcio, se casó con el periodista del Komsomolskaya Pravda Boris Vajtin, y tuvo un hijo, Boris Vajtin 1930; su marido fue arrestado en 1935 y llevado a un campo de prisioneros o gulag; debió morir a finales de la década. La única vez que lo volvió a ver es el motivo de su historia Svidanie; temiendo las purgas de Stalin, se recluyó en una villa del Óblast de Poltava, en Ucrania, llamada Shishaki. Esto inspiró otras dos obras, Ivan Kosogor (1939) y En la vieja Moscú (1940).
En 1940 marchó a Leningrado —hoy San Petersburgo—; entonces estalló la Segunda Guerra Mundial, la ciudad fue asediada y el cerco sólo se rompió en 1944. Panova y su tercer marido fueron llevados a un campo de concentración situado en las cercanías de Pskov; sin embargo consiguieron escapar y refugiarse en Narva —ciudad que actualmente pertenece a Estonia—, donde vivieron ilegalmente en una sinagoga bombardeada por los nazis. Después volvieron a Ucrania aprovechando la retirada de las tropas alemanas del frente; la vuelta del ataque alemán les obligó a trasladarse a Molotov, cerca de los Montes Urales, donde pudo reemprender su trabajo como periodista y publicó La familia de Pirozhkovs, su primera novela, aunque la guerra no había terminado. La Unión de Escritores le encomendó seguir a un tren hospital durante dos meses y escribir artículos sobre el frente. En 1946, reflexionando sobre esta experiencia, escribió su segunda novela, Sputniki ['Compañeros de viaje'], galardonada con el Premio Stalin. En este mismo año volvió a Leningrado. En 1947 obtuvo de nuevo el premio Stalin por Kruzhílija, en la que narraba la vida de algunos obreros de las fábricas al pie de los Urales y la reconversión de la industria bélica en industria de paz. Obtuvo un nuevo premio en 1949, esta vez con Yasny Bereg, novela ambientada en un koljós. Después imprimió Vremena Goda ['Estaciones del año'] (1953), Seryozha (1955) y Novela sentimental, una autobiografía parcial (1958). También escribió las novelas cortas históricas Leyenda de Olga (sobre Olga de Kiev), Leyenda de Feodosia, Quien muera, todas en 1966, y algunas otras. 
Los cincuenta fueron para ella sus años dorados; en los sesenta se dedicó cada vez menos a la literatura y con menos éxito. Ayudó a otros autores a ascender a la fama, como Kazakov, Sergéi Dovlátov, Konetzky, Bitov, Golyavkin...). Hoy reposa junto a la poetisa Anna Andreevna Ajmátova, su contemporánea. Su hijo Boris ha sido también escritor y disidente del régimen soviético como su padre.

## Adaptaciones cinematográficas
- Vera Panova en imdb.com